# Stigmella acerna
Stigmella acerna là một loài bướm đêm thuộc họ Nepticulidae. Nó được tìm thấy ở Turkmenistan.
Ấu trùng ăn Acer species.